# Kurt Rey
Kurt Rey (ur. 10 grudnia 1923) – piłkarz szwajcarski grający na pozycji obrońcy. W swojej karierze rozegrał 1 mecz w reprezentacji Szwajcarii.

## Kariera klubowa
W swojej karierze piłkarskiej Rey grał w klubie Young Fellows.

## Kariera reprezentacyjna
W reprezentacji Szwajcarii Rey zadebiutował 11 czerwca 1950 roku w przegranym 0:4 towarzyskim meczu z Jugosławią, rozegranym w Bernie i był to jego jedyny mecz w kadrze narodowej. W 1950 roku został powołany do kadry na mistrzostwa świata w Brazylii. Na nich był rezerwowym i nie wystąpił w żadnym spotkaniu.